# Paris Masters 2002
Il Paris Masters 2002 (conosciuto anche come BNP Paribas Masters per motivi di sponsorizzazione) è stato un torneo di tennis che si è giocato sul Sintetico indoor. È stata la 31ª edizione del Paris Masters, che fa parte della categoria ATP Masters Series nell'ambito dell'ATP Tour 2002. Il torneo si è giocato nel Palais omnisports de Paris-Bercy di Parigi in Francia, dal 28 ottobre al 2 novembre 2002.

## Campioni

### Singolare
Marat Safin ha battuto in finale  Lleyton Hewitt con il punteggio di 7–6, 6–0, 6–4

### Doppio
Nicolas Escudé /  Fabrice Santoro hanno battuto in finale  Gustavo Kuerten /  Cédric Pioline con il punteggio di 6–3, 6–3